# Гольфито (кантон)
Гольфито (исп. Golfito) — кантон в провинции Пунтаренас Коста-Рики.

## География
Находится на юге провинции, округ Пуэрто-Хименес занимает южную часть полуострова Оса, который отделён от остальной части кантона заливом Гольфо-Дульсе. Граничит на юго-востоке с Панамой. Административный центр — Гольфито.

## Округа
Кантон разделён на 4 округа:
1. Гольфито
2. Пуэрто-Хименес
3. Гуайкара
4. Павон